# Xi'an
Xi'an (西安S, Xī'ānP - ), nota in italiano anche come Sian, è il capoluogo della provincia dello Shaanxi nella Cina e città sub-provinciale.
Conosciuta come una delle più importanti città nella storia cinese, Xi'an è nella lista delle quattro grandi capitali antiche della Cina perché fu capitale di ben tredici dinastie, incluse la Zhou, la Qin, la Han e la Tang. Città con più di 3 100 anni di storia, Xi'an rappresenta anche la fine più orientale della Via della seta. Chiamata Chang'an (長安T, 长安S, Cháng'ānP, lett. "Pace Perpetua"), nei tempi antichi, oppure Hao (鎬T, HàoP) ancor prima, Xi'an è la più grande e più sviluppata città nel centro della Cina nord-occidentale e si posiziona fra le prime città cinesi per popolazione. È anche sede universitaria di rilievo.

## Storia
- La dinastia Zhou stabilì la sua capitale a Feng (灃T, 沣S) e Hao (鎬T, 镐S) fra il XI secolo a.C. e il 770 a.C. entrambe situate ad ovest dell'attuale Xi'an. Hao era alla testa della via della seta.
- La dinastia Qin (221-206 a.C.) stabilì la sua capitale non molto distante dalla caduta Hao.
- 202 a.C.: Liu Bang, fondatore della dinastia Han, scelse come sua capitale Chang'an e fondò il palazzo davanti alle rovine del vecchio palazzo Qin.
- 200 a.C.: Liu Bang costruì il palazzo Weiyang (未央宫).
- 194 a.C.: iniziò la costruzione della prima cinta muraria di Chang'an. Era 25,7 km in lunghezza e 12-16 m in larghezza e copriva un'area di 36 km².
- 190 d.C: Dong Zhuo, reggente dell'imperatore Xian, sposta la capitale da Luoyang a Chang'an.
- 582: L'imperatore della dinastia Sui fece capitale Daxing, non molto distante dalle rovine di Chang'an e poco dopo ne ricoprì il territorio fino a rinominarsi proprio con lo scorso nome. Era la più grande e popolosa città al mondo: ricopriva una superficie di 84 km².
- VII secolo: il monaco buddhista Xuan Zang, meglio conosciuto in Cina come Tang Sanzang, stabilì un centro di traduzioni fra cinese e sanscrito.
- 652: Costruzione della Pagoda della Grande Oca Selvatica (大雁塔S, Dà Yàn TǎP). Era alta 64 metri.
- 707: Costruzione della Pagoda della Piccola Oca Selvatica (小雁塔S, Xiǎo Yàn TǎP). Era alta 45 metri.
- 763: la città viene occupata dall'esercito tibetano.
- 822: viene ratificato il trattato di pace col Tibet, inciso sulle colonne del palazzo imperiale.
- 904: La fine della dinastia Tang portò alla distruzione di Chang'an.
- 1370: La dinastia Ming costruì delle nuove mura che proteggevano una città sette volte più piccola della precedente.
- 1936: La città fu il sito del caso di Xi'an che portò la Cina durante la Seconda Guerra Mondiale a ritornare unita (politicamente) per poco tempo al fine di combattere i Giapponesi.

Marco Polo ne Il Milione descrive la città e il palazzo reale:
Fuori città c’è il palazzo del re Mangalai, di una bellezza che voglio descrivervi. Sorge in una gran pianura con fiumi, laghi, paludi e sorgenti d’acqua dove sono molti animali selvaggi e uccelli. C’è innanzi tutto un robusto altissimo muro del perimetro di cinque miglia molto ben costruito e tutto merlato. E nel mezzo sorge il palazzo, così grande e così ornato come nessuno potrebbe farlo meglio. Ha molte belle sale e camere, tutte istoriate e dipinte d’oro battuto con azzurri finissimi e infiniti marmi. Questo re Mangalai regna sulla sua terra con somma giustizia e buon governo ed è molto amato dai suoi sudditi. E i soldati vivono nei dintorni del palazzo e si divertono con l’abbondantissima caccia.»
(Marco Polo, Il Milione, cap. 112. Traduzione italiana di Maria Bellonci)

## Geografia fisica
La città è situata nel mezzo di una pianura alluvionale formata dagli otto fiumi che scorrono nelle vicinanze. Attualmente, essi sono troppo inquinati per essere usati come risorse idriche. Xi'an arriva a sfiorare le pendici settentrionali della catena di Qinling, a sud, e le sponda del fiume Wei, a nord. A est di Xi'an si trova una delle quattro montagne sacre taoiste, il Monte Hua. La città copre approssimativamente 16808 km² di area urbana.
La città ha un'altitudine media di 400 metri sul livello del mare e precipitazioni annue di 672 mm. L'area urbana di Xi'an si trova in 34°16′N 108°56′E.

## Monumenti e luoghi d'interesse

### Mura del periodo Ming
Furono erette tra il 1368 e il 1398 sulle fondamenta del muro di cinta costruito sotto la dinastia Tang (618-907).

### Pagoda della Grande Oca Selvatica

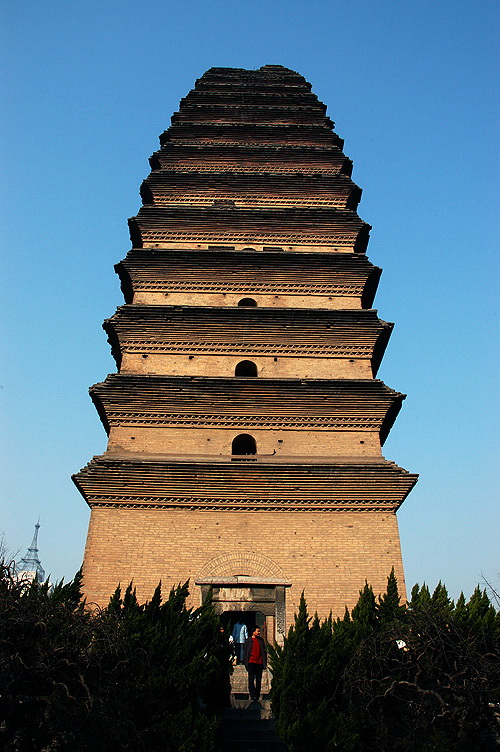
Pagoda della Piccola Oca Selvatica

Si trova nella parte meridionale della città ed è una delle due costruzioni rimaste del periodo Tang. Fu eretta nel 652 per conservare alcuni testi buddhisti portati dall'India dal monaco Xuan Zang. In origine era formata da cinque piani, che furono portati a dieci tra il 701 e il 704. Attualmente sono rimasti solo sette piani per un'altezza complessiva di 64 metri. Ai due lati dell'ingresso si possono vedere le iscrizioni dei due imperatori Tang Taizong e Tang Gaozong.

### Pagoda della Piccola Oca Selvatica
Posta sempre nella parte meridionale della città, a circa 3 km dalla Pagoda della Grande Oca Selvatica. Fu costruita nel 684 come omaggio per l'imperatore Tang Gaozong. È a pianta quadrata e misura 43 m di altezza. Originariamente era formata da 15 piani, ma in seguito alle vicissitudini dei secoli ne sono rimasti solo 13.

### Mausoleo dell'imperatore Qin Shi Huang
Si trova a 30 km a nord-est di Xi'an, ai piedi di una collina alta 76 m.

### Esercito di terracotta

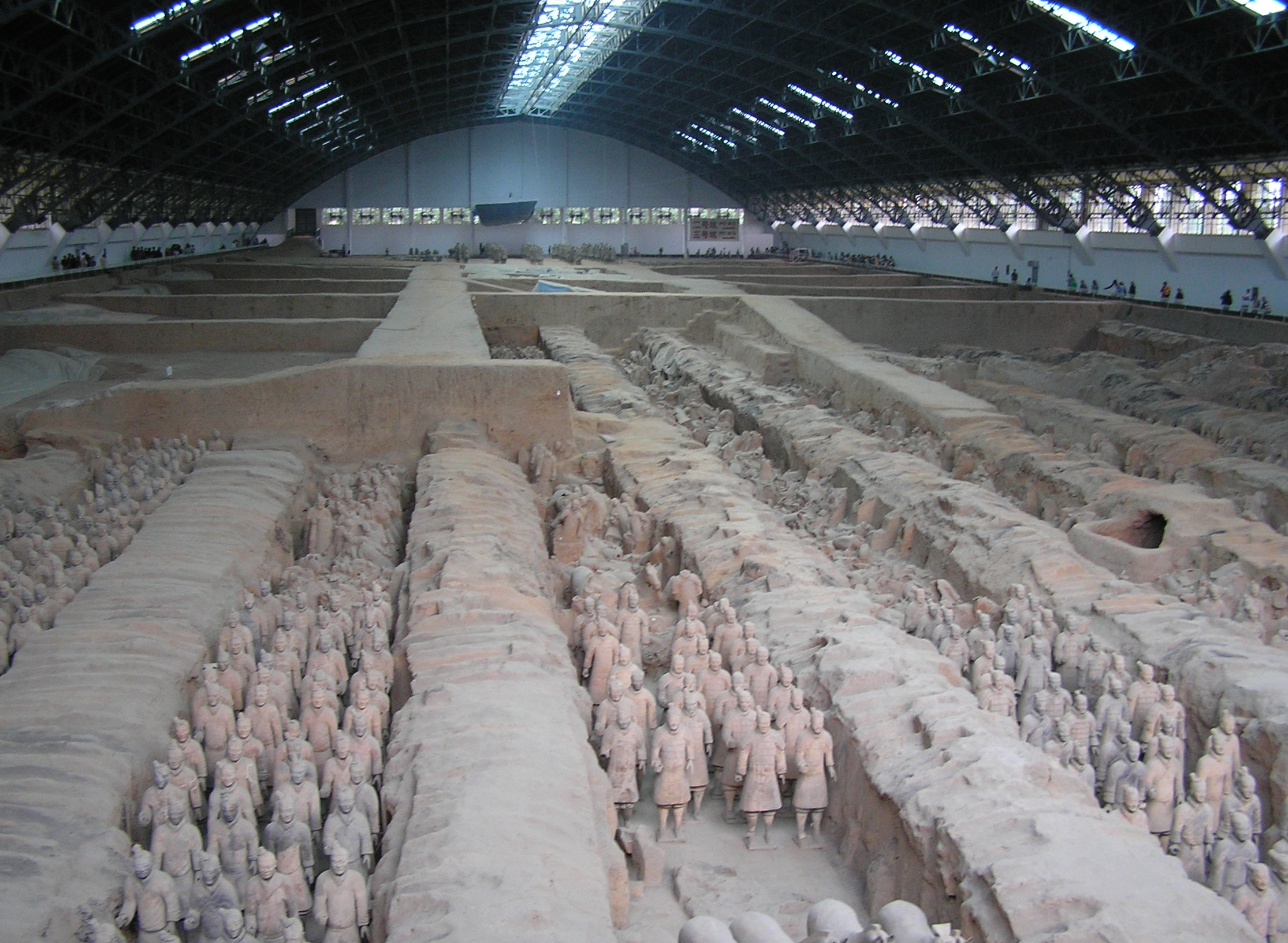
Esercito di terracotta

È distribuito su tre grandi fosse posto a 1,5 km ad ovest del mausoleo e costituisce il corredo funebre dell'imperatore Qin Shi Huang. Fu scoperto nel marzo 1974 dal contadino Yang Zhifa.

### Rovine del Palazzo Efang
Si trovano a circa 15 km ad ovest di Xi'an e fanno parte del complesso architettonico costruito dal primo imperatore Qin. Ogni volta che l'imperatore riusciva a sconfiggere un esercito nemico, egli si faceva costruire all'interno di questo complesso un palazzo nello stile del nemico. Si dice che vi fossero oltre 270 costruzioni; nel 206 a.C. il complesso venne completamente bruciato e distrutto durante una rivolta.

### Tombe del periodo Tang
A circa 80 km a nord-ovest di Xi'an, nelle vicinanze della città di Qianxian, si trovano le tombe di 19 imperatori e dei loro familiari appartenenti alla dinastia Tang.
Le principali sono:
- Tomba di Qianling
- Tomba del Principe Zhanghuai
- Tomba della Principessa Yongtai
- Tomba di Zhaoling

### Terme Huaqing
Poste a circa 26 km ad est di Xi'an, alle falde del monte Li, in un vasto parco dove si trovano anche numerosi bagni ed edifici recenti costruiti a imitazione dello stile Tang.
Le acque termali e i relativi benefici erano noti almeno a partire dal 644, quando vi fu costruita la prima villa imperiale.
L'imperatore Tang Xuan Zong si recava a trascorrere l'inverno con la favorita Yang Guifei. Poco dopo la sua morte tutti gli edifici furono devastati. Nel 1956 vennero ricostruiti il bagno dell'imperatore e quello della sua concubina.

### Monte Li
Si trova a 26 km ad est di Xi'an. Ha due picchi e raggiunge gli 800 m di altezza. Sul picco occidentale si trova il Tempio Laojun, dove, secondo una tradizionale locale, l'imperatore giurò eterna fedeltà alla sua concubina. Sul versante opposto si trova un padiglione che segnala il luogo dove Chiang Kai-shek fu catturato il 12 dicembre 1936 da due suoi generali e costretto a collaborare con i comunisti nella guerra di resistenza contro i giapponesi.

### Convento della Porta del Dharma

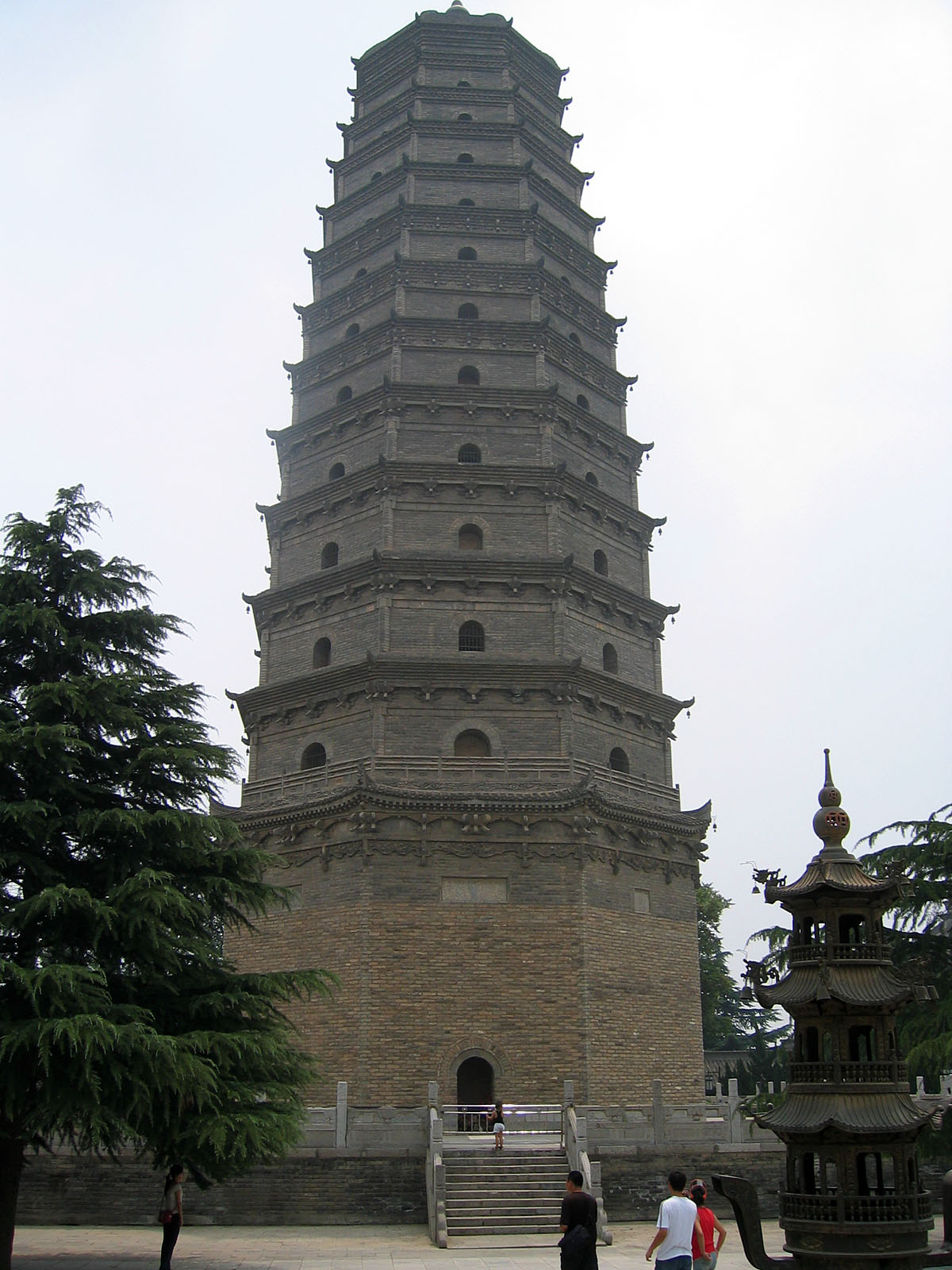
Pagoda del Convento

Si trova a circa 10 km da Fufeng, una piccola città ad oltre 100 km ad ovest di Xi'an. È famoso per la sua pagoda che custodisce un osso di una falange di Sakyamuni, fondatore del buddismo. L'osso fu prelevato per ordine dell'imperatore Tang Xian Zong (806-821).
La pagoda, come la vediamo oggi, è stata ricostruita nel 1988; fatta completamente di mattoni, è alta 48 m con tredici piani. Si eleva dietro cinque templi ausiliari, davanti al tempio principale del convento, che conserva una statua del Buddha. Ai due lati sorgono la torre della campana e la torre del tamburo. Sulla facciata del tempio principale è incastrata una lastra che reca un'iscrizione del 978.
L'osso di falange di Sakyamuni fu scoperto nel 1987, in una camera sotterranea della pagoda precedente, risalente al 1579.

## Economia
Come parte della politica di sviluppo dell'Ovest della Cina, Xi'an è diventata oggetto di particolare attenzione per progetti di sviluppo. Dal 1997 al 2006, il valore della produzione industriale del settore dei servizi di Xi'an è aumentato a un tasso medio annuo del 13,74%, comparato con quello delle industrie dei servizi tradizionali che è cresciuto dello 0,74%, rappresentando una crescita da 8,113 miliardi di dollari a 25,85 miliardi di dollari. Xi'an è la più grande economia della provincia dello Shaanxi, con un PIL di 324,1 miliardi di Yuan nel 2010. In media questo valore aumenta del 14,5% all'anno e rappresenta circa il 41,8% del PIL totale dello Shaanxi. Per un totale di almeno cinquantotto paesi, sono state stabilite oltre 2.560 imprese a Xi'an, comprese diciannove delle 500 aziende elencate nella lista Fortune 500. Tra queste si possono citare ABB Group, Mitsubishi, Panasonic, Toshiba, Fujitsu, Coca Cola e Boeing.
La produzione di attrezzature, il turismo e l'outsourcing di servizi sono tra i settori più importanti. L'industria manifatturiera ha prodotto in termini annui 36,5 miliardi di RMB, pari al 44,5 percento del totale della città. Inoltre, essendo una delle quattro antiche capitali cinesi,  i numerosi siti archeologici e culturali di Xi'an, tra cui l'Esercito di terracotta, le Mura della città di Xi'an ed il Tempio Famen, fanno del turismo un'industria cruciale per la città. Nel 2010, 52 milioni di turisti domestici hanno visitato Xi'an, generando un profitto totale di 40,52 miliardi di RMB. In media, le entrate aumentano del 36,4% all'anno e le entrate in valuta estera (530 milioni nel 2009) aumentano di circa il 35,8%.
Xi'an è anche una delle prime città di per outsourcing di servizi in Cina, con oltre 800 società nel settore. Il valore della produzione della città da questo settore ha superato i 23 miliardi di RMB nel 2008. L'occupazione nel settore è raddoppiata dal 1997 al 2006, da una base di 60 000, e anche la consulenza informatica è raddoppiata da 16 000 a 32 000. Altri importanti beni di esportazione includono apparecchiature per l'illuminazione e parti di automobili, mentre i principali prodotti di importazione sono prodotti meccanici ed elettrici. A livello internazionale, il principale partner commerciale di Xi'an sono gli Stati Uniti.
Xi'an fa parte della Zona economica del triangolo dell'Ovest, insieme a Chengdu e Chongqing.

## Infrastrutture e trasporti
La città è servita dall'Aeroporto Internazionale di Xi'an Xianyang.

## Cultura

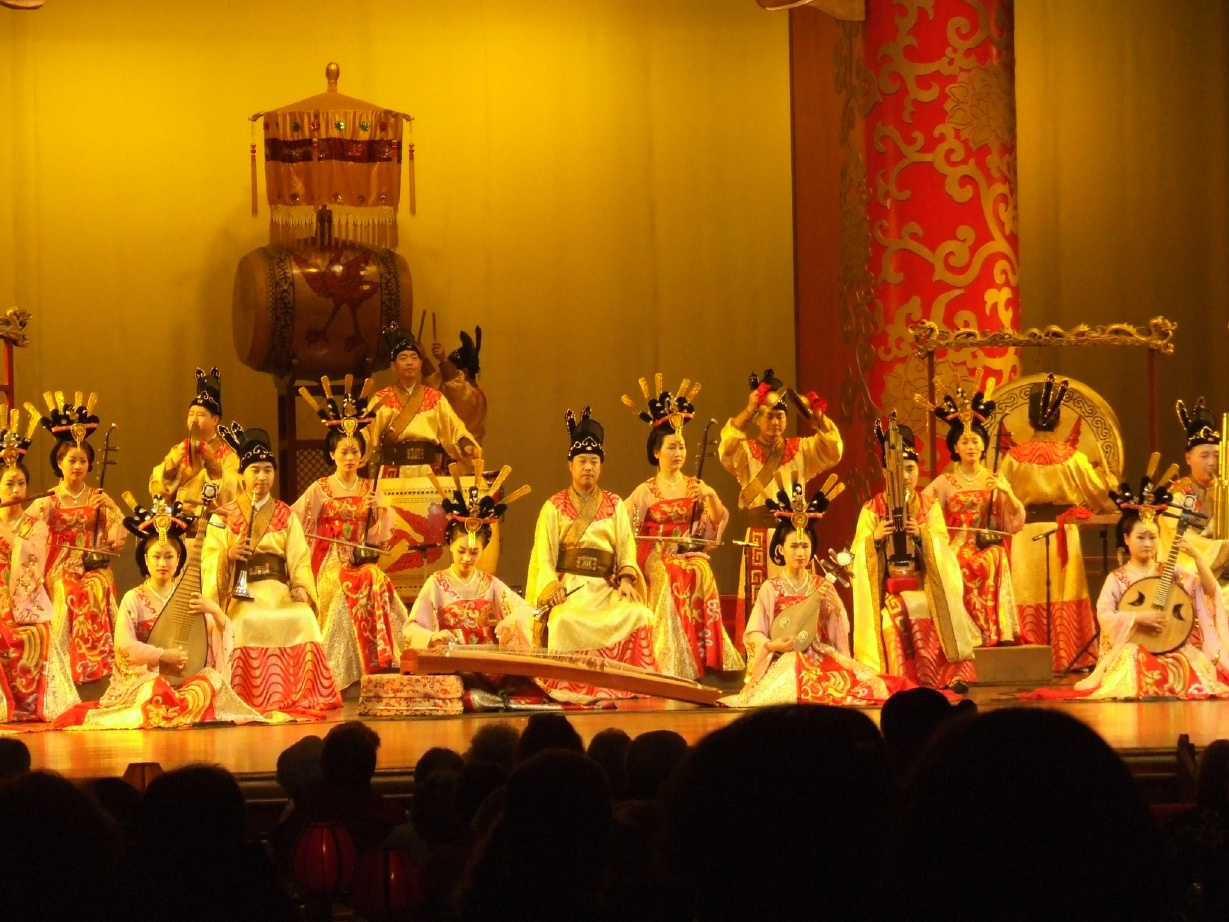
Performance musicali tradizionali a Xi'an

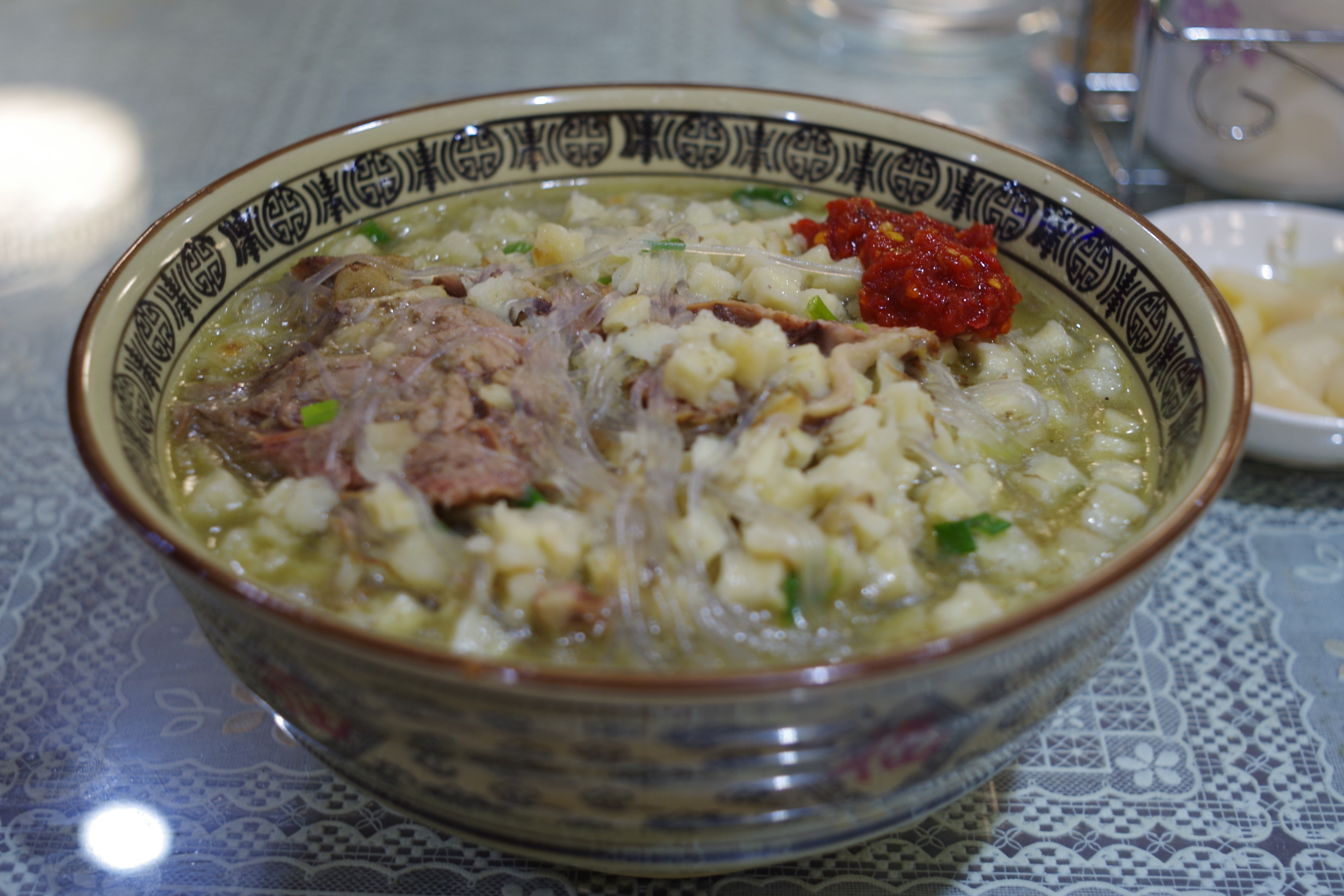
Yangrou Paomo, un piatto tradizionale di Xi’an

Xi'an è nota per gli "Otto grandi panorami di Chang'an" (長安 八景T, 长安 八景S, Cháng'ān bājǐngP), una raccolta di zone panoramiche della regione. Il genere di musica rituale tradizionale Xi'an guyue prende il nome da Xi'an ed è stato dichiarato patrimonio immateriale dell’umanità dall’UNESCO nel 2009. 

### Cucina
Yangrou paomo  (focaccia imbevuta di zuppa di agnello; 羊肉 泡 饃T, 羊肉 泡 馍S, Yángròu pàomóP)  è un famoso piatto xianese.
  Liang pi  ((: 涼皮T, 凉皮;S, liángpíP, spaghetti di riso freddi) sono noodles di riso o di grano serviti freddi con aceto e olio al peperoncino.
  Biangbiang mian, noto anche come  youpo chemian  (油潑 扯 麵T, 油泼 扯 面S, Yóupō chěmiànP), sono noodles spessi e lunghi tirati a mano, spesso serviti con peperoncino.
 Roujiamo  (panini di carne; 肉夾饃T, 肉夾馍S, RòujiāmóP) è un tipo di panino al vapore, ripieno di carne (di solito maiale, ma si possono trovare anche altri tipi di carne). È anche chiamato hamburger cinese.

### Opera
Il Qinqiang (voce di Qing) è il principale tipo di opera drammatica nella provincia dello Shaanxi. Antenato diretto dell'Opera di Pechino, di quella di Yu, del Sichuan e dello  Hebei, Qinqiang ha sviluppato un proprio sistema unico per quanto riguarda lo stile vocale, le parti parlate, il trucco, la postura, i ruoli e lo stile di recitazione. Può essere fatto risalire a Xi Qinqiang (西 秦腔S, Xi qínqiāngP) nella dinastia Qin, e vide il suo sviluppo arrivare fino alla dinastia Qing, influenzando notevolmente l'Opera cinese. 

### Spettacoli di danza e musica
"L'Imperatrice dei grandi Tang" è il primo spettacolo di danza e musica sulla dinastia Tang in Cina. La storia è basata sulla vita del famoso personaggio storico cinese, l'Imperatrice Wu della Dinastia Tang. Tramite esibizioni dal vivo dell'orchestra classica cinese e una scenografia all'avanguardia, questo spettacolo porta lo spettatore a rivisitare la gloria della leggendaria imperatrice Wu Zetian e del Grande Impero Tang.

### Cinema
Zhang Yimou e Gu Changwei sono due registi di Xi'an. Zhang Yimou fu anche vincitore di un Orso d'oro al Festival internazionale del cinema di Berlino con il film Sorgo rosso.

## Religione

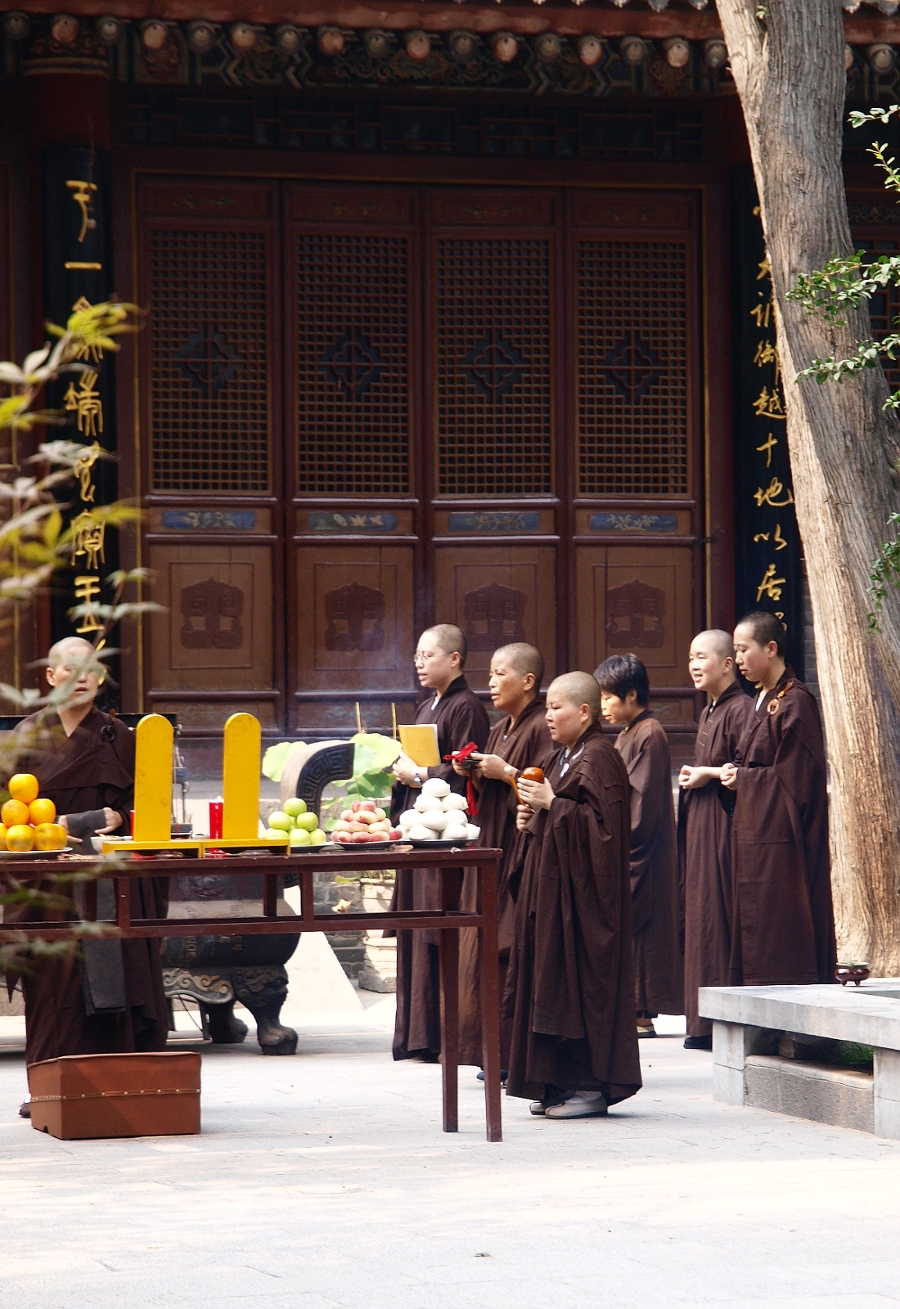
Monache buddiste e laiche in un tempio di Xi'an

### Religione tradizionale cinese e taoismo
Le religioni più influenti a Xi'an sono la religione tradizionale cinese ed il taoismo, rappresentate da molti templi maggiori e minori, ad esempio il Tempio di Confucio, oggi parte della Foresta di Stele.

### Buddismo
Il buddismo è molto presente in città. Le scuole del buddismo cinese e buddismo tibetano sono entrambe rappresentate.

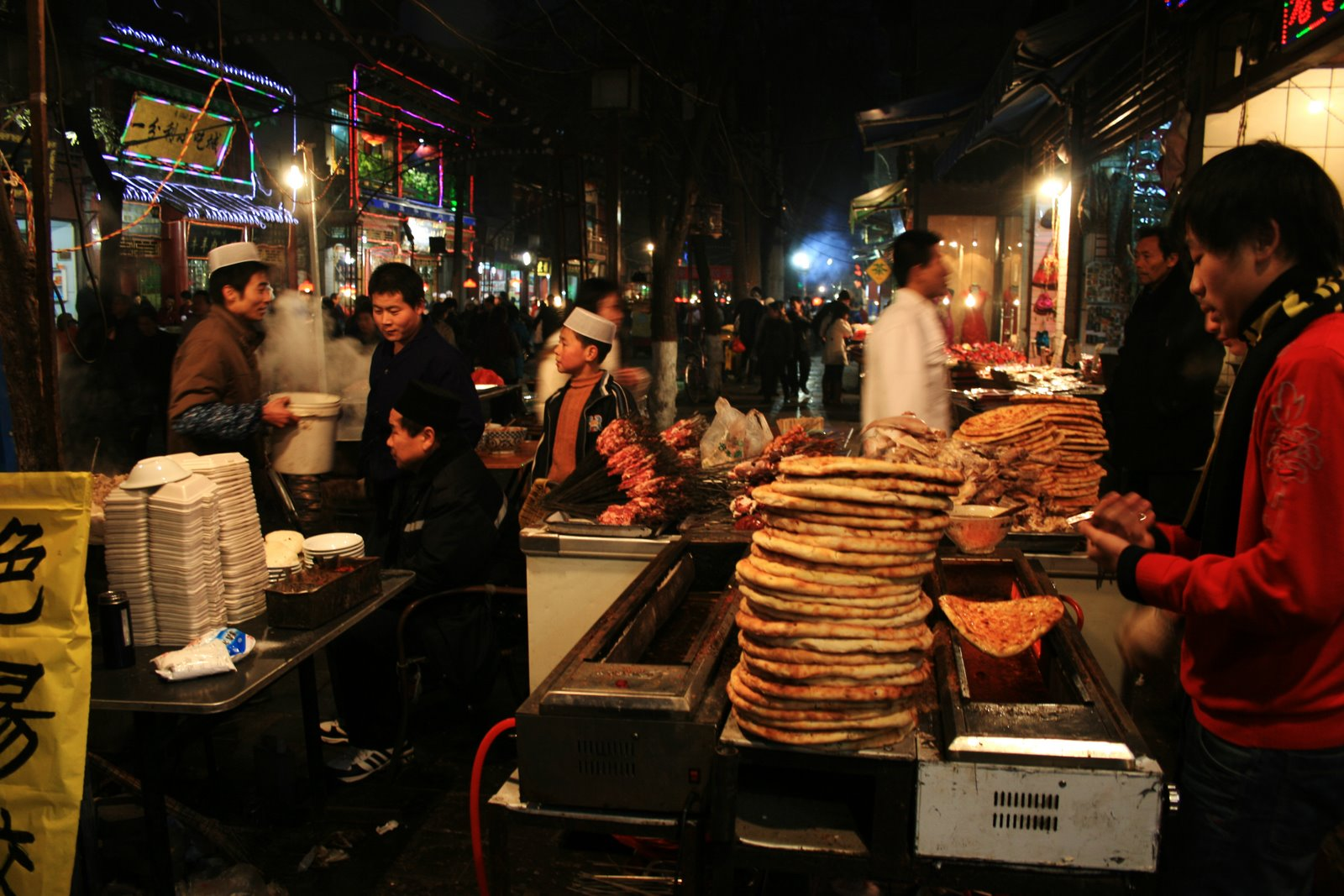
西安回民街, Xī'ānhuímínjiē, il quartiere musulmano di Xi'an

### Cristianesimo
Il primo missionario cristiano registrato in Cina era Alopen, un missionario persiano, che arrivò a Xi'an (allora nota come Chang'an) nel 635 lungo la Via della seta. La Stele nestoriana, ora situata nella Foresta di Stele di Xi'an, è una stele eretta nel 781 che documenta i primi 150 anni del Cristianesimo in Cina. È una stele di 279 centimetri con testo sia in cinese e siriaco che testimonia l'esistenza di comunità cristiane in diverse città della Cina settentrionale. La Pagoda Daqin, una pagoda buddista nella Contea di Zhouzhi di Xi'an, si è ipotizzato sia stata una chiesa cristiana Nestoriana durante la dinastia Tang.
Inoltre, dei missionari battisti inglesi hanno gestito un ospedale a Xi'an.

### Islam
Xi'an è stata la prima città in Cina dove si è presentato l'Islam. Xi'an ha una grande comunità musulmana, la maggior parte proviene dal gruppo Hui, infatti ci sono circa 50 000 musulmani Hui a Xi'an. A Xi'an sono presenti sette moschee, la più conosciuta è la Grande moschea di Xi'an, situata all'interno del quartiere musulmano di Xi'an.

## Amministrazione

### Gemellaggi
- Nara, dal 1974
- Kyoto, dal 1974
- Edimburgo, dal 1985
- Pau, dal 1986
- Kansas City, dal 1989
- Esfahan, dal 1989
- Dortmund, dal 1991
- Lahore, dal 1992
- Funabashi, dal 1994
- Gyeongju, dal 1994
- Iași, dal 1994[16]
- Dnipropetrovs'k, dal 1995
- Istanbul, dal 1996
- Katmandu, dal 1996
- Brasilia, dal 1997
- Québec, dal 2001
- Córdoba, dal 2006
- Pompei, dal 2007
- Atene
- Birmingham
- Cusco
- Taupo
- Molfetta, dal 2019